# Торре-Канавезе
Торре-Канавезе (італ. Torre Canavese, п'єм. La Tor Bèr) — муніципалітет в Італії, у регіоні П'ємонт,  метрополійне місто Турин.
Торре-Канавезе розташоване на відстані близько 550 км на північний захід від Рима, 36 км на північ від Турина.
Населення — 604 особи (2014).

## Демографія
Населення за роками:

Станом на 1 січня 2023 року в муніципалітеті офіційно проживав 41 іноземець з 10 країн, серед них 30 громадян країн Євросоюзу та 1 громадянин України.

## Сусідні муніципалітети
- Альє
- Баїро
- Бальдіссеро-Канавезе
- Кастелламонте
- Куальюццо
- Сан-Мартіно-Канавезе
- Страмбінелло